# Івановське (Малоярославецький район)
Івановське (рос. Ивановское) — присілок в Малоярославецькому районі Калузької області Російської Федерації.
Населення становить 21 особу. Входить до складу муніципального утворення Присілок Єрденєво.

## Історія
Від 2004 року входить до складу муніципального утворення Присілок Єрденєво.

## Населення
| 2002 | 2010 |
| ---- | ---- |
| 34   | ↘21  |